# Riduttore di focale
Un riduttore di focale è uno strumento ottico che consente di ridurre la lunghezza focale, ad esempio di un telescopio, consentendo di diminuire l'ingrandimento ma anche guadagnare in luminosità e, ad esempio per i soggetti astronomici, diminuire i tempi di esposizione.